# Claude Juste Alexandre Legrand
Claude Just Alexandre Louis Legrand (Le Plessier-sur-Saint-Just, 23 febbraio 1762 – Parigi, 9 gennaio 1815) è stato un generale francese.
Comandò divisioni francesi in numerose battaglie famose delle guerre rivoluzionarie francesi e delle guerre napoleoniche. Il 5 aprile 1813 divenne senatore, e poi parìa di Francia il 4 giugno 1814 e cavaliere dell'Ordine di San Luigi il 27 giugno 1814. Nel 1814 organizzò la difesa di Chalon-sur-Saône, e morì l'anno successivo in seguito alle ferite riportate sul fiume Beresina.

## Biografia

### Rivoluzione francese
La sua carriera militare iniziò con l'arruolamento nel 1777. Durante la rivoluzione francese fece una rapida carriera fino a diventare tenente colonnello. Nel 1793 divenne generale di brigata e combatté la battaglia di Fleurus. Con l'esercito del Danubio partecipò alla battaglia di Ostrach ed alla prima battaglia di Stockach. Da generale di divisione combatté agli ordini di Jean Victor Marie Moreau nella battaglia di Hohenlinden, reggendo con successo il fianco sinistro.

### Impero francese
Sotto l'imperatore Napoleone Bonaparte comandò una divisione del IV corpo del maresciallo Nicolas Jean-de-Dieu Soult durante la campagna del 1805. Nella battaglia di Austerlitz la sua divisione aiutò a respingere il massiccio assalto austro-russo abbastanza da permettere alle altre due divisioni di Soult di sfondare il centro russo.
Sempre sotto Soult, Legrand combatté le battaglie di Jena del 1806 e di Eylau del 1807. Durante la campagna del 1809 guidò una divisione del maresciallo Andrea Massena nelle battaglie di Ebelsberg, Aspern-Essling e Wagram. Durante la campagna di Russia del 1812 combatté col II corpo del maresciallo Oudinot a Polack. Fu gravemente ferito durante l'attraversamento del fiume Beresina, ma sopravvisse alla disastrosa ritirata d'inverno.
Legrand fu impiegato in comandi minori durante la campagna del 1814 in Francia. Morì a Parigi il 9 gennaio 1815 in seguito alle ferite riportate sul fiume Beresina.